# Hortense Berthet
Hortense Berthet, née le 21 août 1923 à Villard-sur-Boëge dans le département de la Haute-Savoie en France, et morte le 30 septembre 2004 à Riaz dans le canton de Fribourg en Suisse, est une femme qui a eu délibérément pour vocation d'entrer dans les ordres, mais seulement après avoir accompli un doctorat en physique nucléaire, en l'occurrence à l'Université de Neuchâtel en Suisse  et qui deviendra  abbesse avant d'exercer sa charge abbatiale à l'abbaye de la Fille-Dieu.

## Biographie
Elle est née dans une famille paysanne savoyarde. Docteur en physique nucléaire, à l'âge de 32 ans, elle entre dans les ordres à l'abbaye de Chambarand dans le département de l'Isère puis elle est envoyée en 1973 l'abbaye de la Fille-Dieu en Suisse. Elle en devient l'abbesse deux ans plus tard. Elle est également présidente du regroupement des trente monastères cisterciens de la France du Sud-Ouest.

## Études
- 1955 : Université de Neuchâtel[5]. Thèse de doctorat en physique nucléaire.

## Travail en tant que moniale
En tant qu'Abbesse de la Fille-Dieu, elle a beaucoup œuvré afin de moderniser l'ordre cistercien. Par exemple en demandant l'égalité entre les abbés et les abbesses au chapitre général. Douée pour les contacts, elle se prêtait volontiers aux interview dans les médias afin de faire connaître davantage l'abbaye de la Fille-Dieu et plus largement l'ordre cistercien.
Le dernier grand chantier de sa charge abbatiale fut de restaurer l'église qui avait été profondément défigurée au début du XIXe siècle. En accord avec les Monuments Historiques et architectes, elle fit restaurer l'église avec des vitraux de Brian Clarke.

## Publication
- Étude de la réaction 17Cl55 (nth, p) 16S35 par émulsion nucléaire spéciale au chlorure d'argent, 1955